# Farestad
Farestad är en tätort i Lindesnes kommun i Agder fylke i södra Norge. Orten ligger på ön Skjernøya som har broförbindelse med fastlandet. Den är Norges sydligaste tätort.

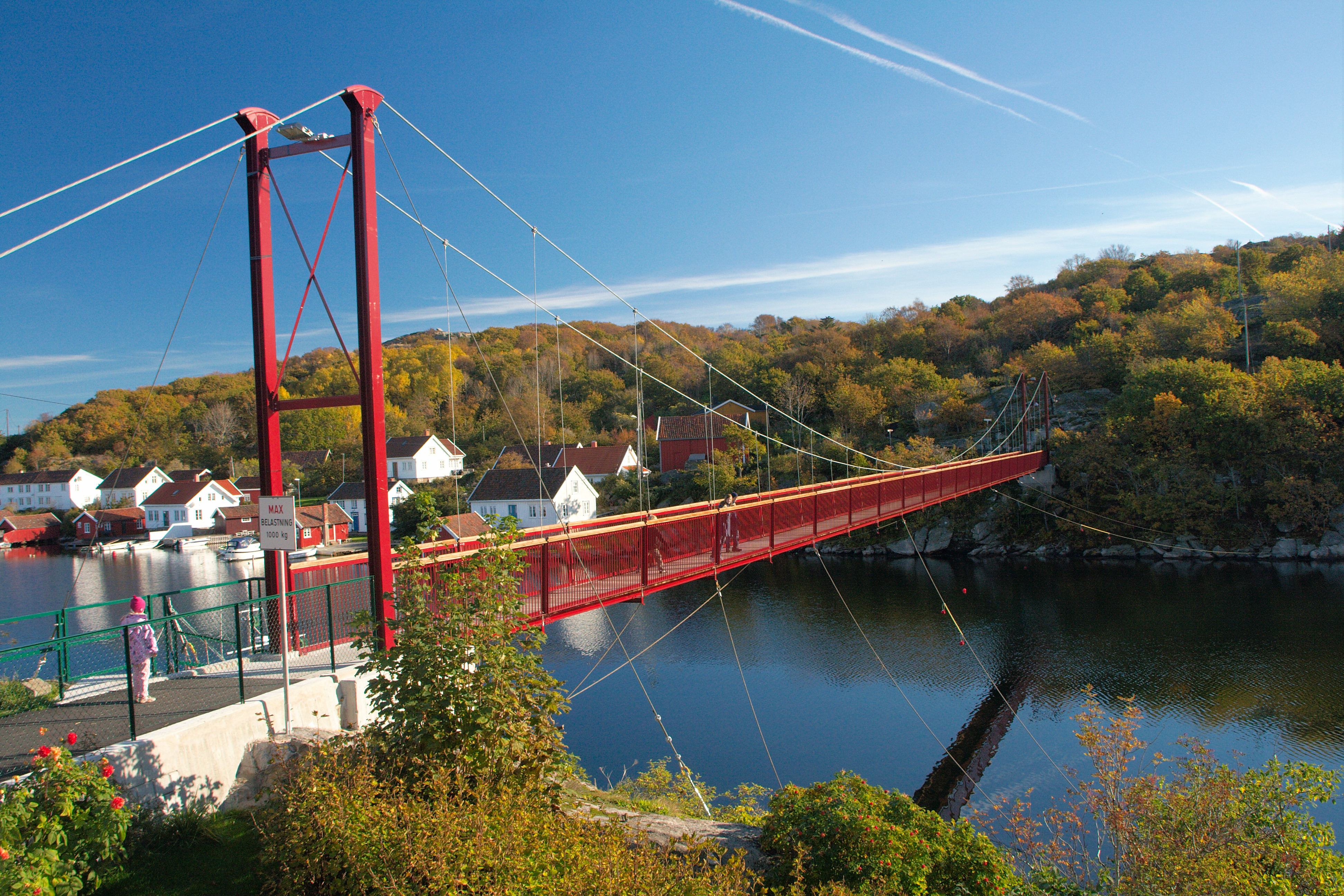
Gångbron till orten Rossnes som räknas som en del av tätorten Farestad.